# Ястребов Володимир Миколайович
Володи́мир Микола́йович Я́стребов (рос. Ястребов Владимир Николаевич; 6 (18) липня 1855, Крива Лука, Самарська губернія, Російська імперія — 21 грудня 1898 (2 січня 1899)) — археолог і етнограф українського Півдня.

## Життєпис
Володимир Миколайович Ястребов народився 6 (18) липня 1855 року в російському селі Крива Лука, що на той час входило до складу Самарської губернії Російської імперії (нині — в Кінельському районі Самарської області Росії).
Після закінчення Імператорського Новоросійського університету в Одесі працював учителем в Єлисаветграді (в тому числі у земському реальному училищі).
Ястребов досліджував давні пам'ятки на території Херсонщини, зокрема вів розкопки некрополя Ольвії. 1888 року вів розкопки Лядинського могильника в Тамбовської губернії; дослідив 150 могил, виявив майже 2 тисячі артефактів. Був членом Імператорської археологічної комісії.
Був похований на Першому Християнському цвинтарі Одеси. 1937 року комуністичною владою цвинтар було зруйновано. На його місці був відкритий «Парк Ілліча» з розважальними атракціонами, а частина була передана місцевому зоопарку. Нині достеменно відомо лише про деякі перепоховання зі Старого цвинтаря, а дані про перепоховання Ястребова відсутні.

## Наукові праці
- «Материалы по этнографии Новороссийского края» (опис нар. обрядів та леґенд, 1894);
- «Малорусские прозвища Херсонской губ.» (1893);
- «Опыт топографического обозрения древностей Херсонской губернии» («Записки Одесского Общества истории и древностей», 1894);
- «Херсонес Таврический»;
- «Поездка на остров Каменоватый на Днепре»;
- «Материалы по этнографии Новороссийского края» тощо.

## Вшанування пам'яті
1993 року Кіровоградською обласною радою засновано обласну краєзнавчу премію імені Володимира Ястребова, яку присуджують щороку на конкурсній основі за найкращі науково-дослідні, науково-популяризаторські роботи з питань історії, культури та природи Кіровоградщини, а також музейним установам, працівникам музейних установ за особистий внесок у розвиток музейної справи.